# Плодівництво

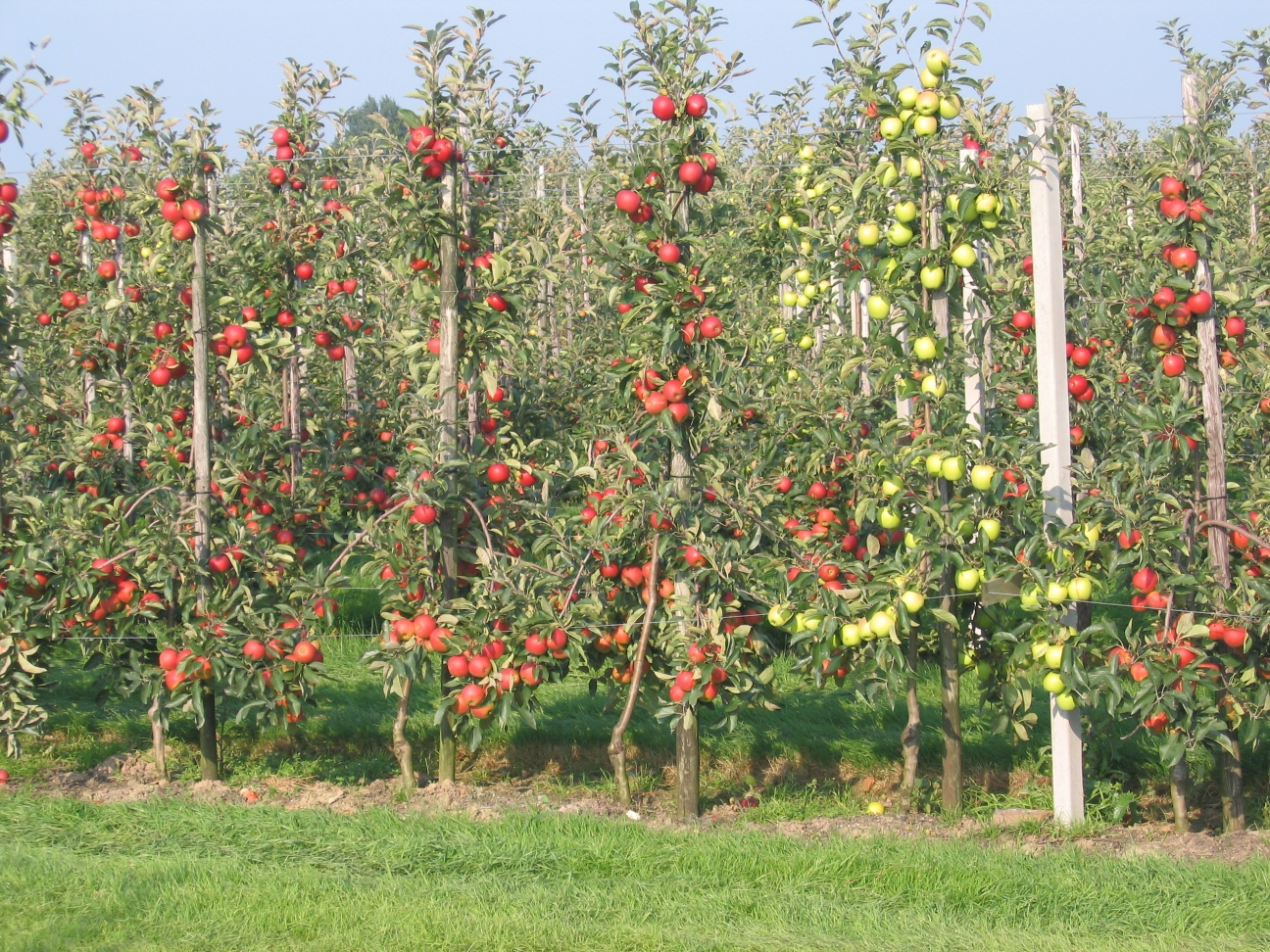
Ділянка низькорослих плодових

Плодівництво  – галузь рослинництва, яка займається вирощуванням плодових культур з метою отримання фруктів для безпосереднього споживання і для використання їх в інших галузях промисловості.

## Напрямки досліджень
Напрямки досліджень:
- Біологічні особливості сортів плодових рослин, їхніх господарських ознак і властивостей у зв'язку з обґрунтуванням їх розміщення за зонами; розроблення систем та окремих прийомів агротехніки.
- Біологічні основи розмноження плодових культур, розроблення окремих прийомів і технологічних циклів вирощування садивного матеріалу.
- Розроблення наукових основ агротехнічних систем і прийомів, що підвищують стійкість плодових культур до несприятливих умов середовища.
- Розроблення методів та прийомів контролю за сортовими ознаками і якістю садивного матеріалу в процесі його вирощування у відкритому й захищеному ґрунті.
- Обґрунтування структури і конструкцій плодових насаджень інтенсивного типу. Розроблення систем заходів, окремих прийомів закладання плодових садів, ягідних плантацій (вибір і оцінка місця, передпосадкова підготовка ґрунту, організація територій, розміщення тощо).
- Вивчення систем і окремих прийомів вирощування високих стійких урожаїв плодових і ягідних культур високої якості (системи утримання ґрунту, удобрення, зрошення, формування й обрізування крон дерев тощо).
- Розроблення ефективних технологій збирання врожаю плодових і ягідних культур.
- Комплексна оцінка сортів інтенсивних насаджень та їх сортова агротехніка.
- Розроблення методик наукових досліджень із плодовими, ягідними, малопоширеними та декоративними культурами.
- Розроблення наукових основ й ефективних технологій квітникарства, декоративного садівництва, ландшафтної архітектури.
- Розроблення наукових основ і практичного застосування технологій вирощування екологічно чистої продукції плодових та ягідних культур.